# Eucalyptus tereticornis
Eucalyptus tereticornis, el eucalipto rojo, es un importante árbol del género Eucalyptus. Es una especie plantada en muchas partes del mundo. Es nativa de Australia donde está ampliamente expandida.

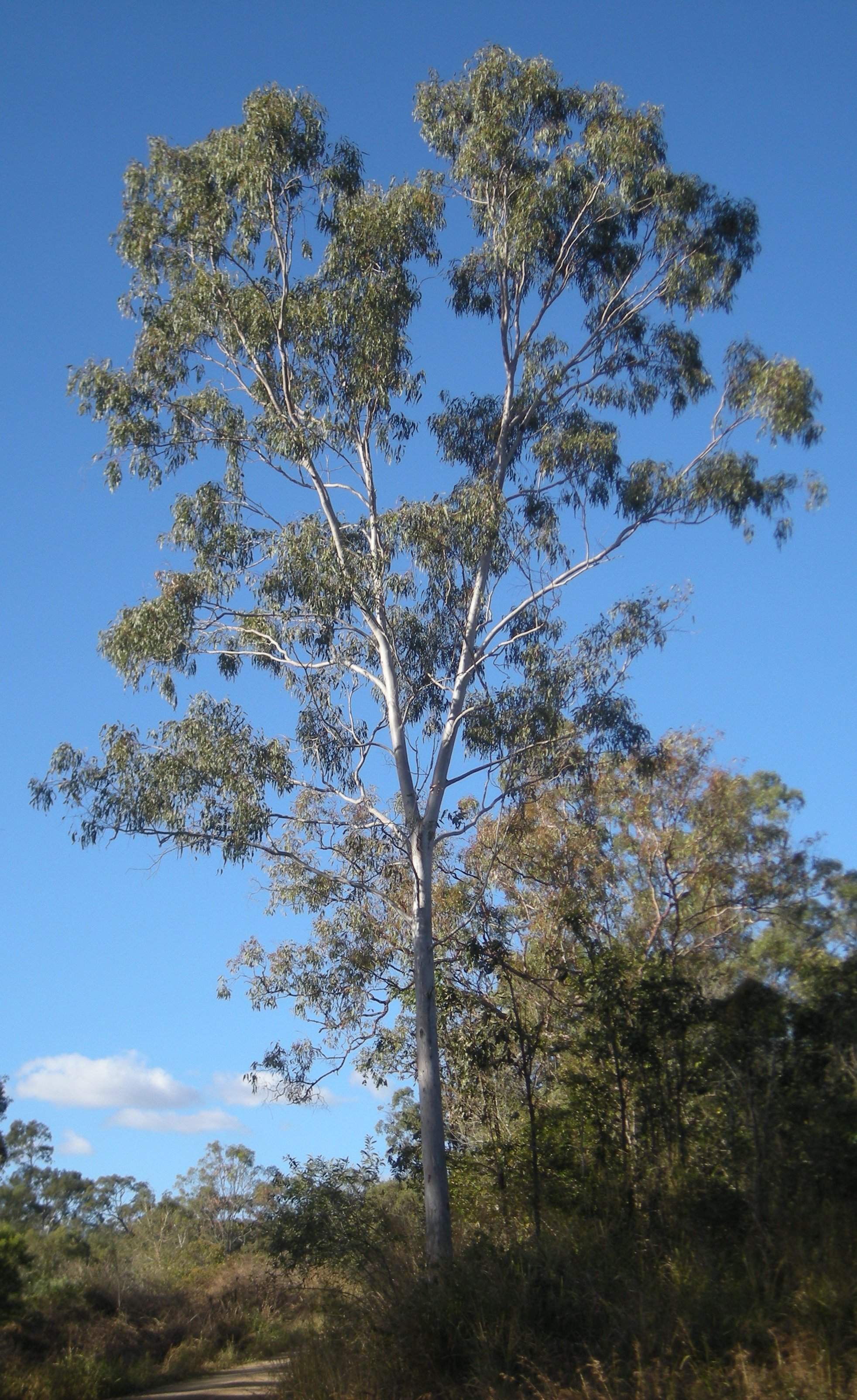
Detalle del árbol

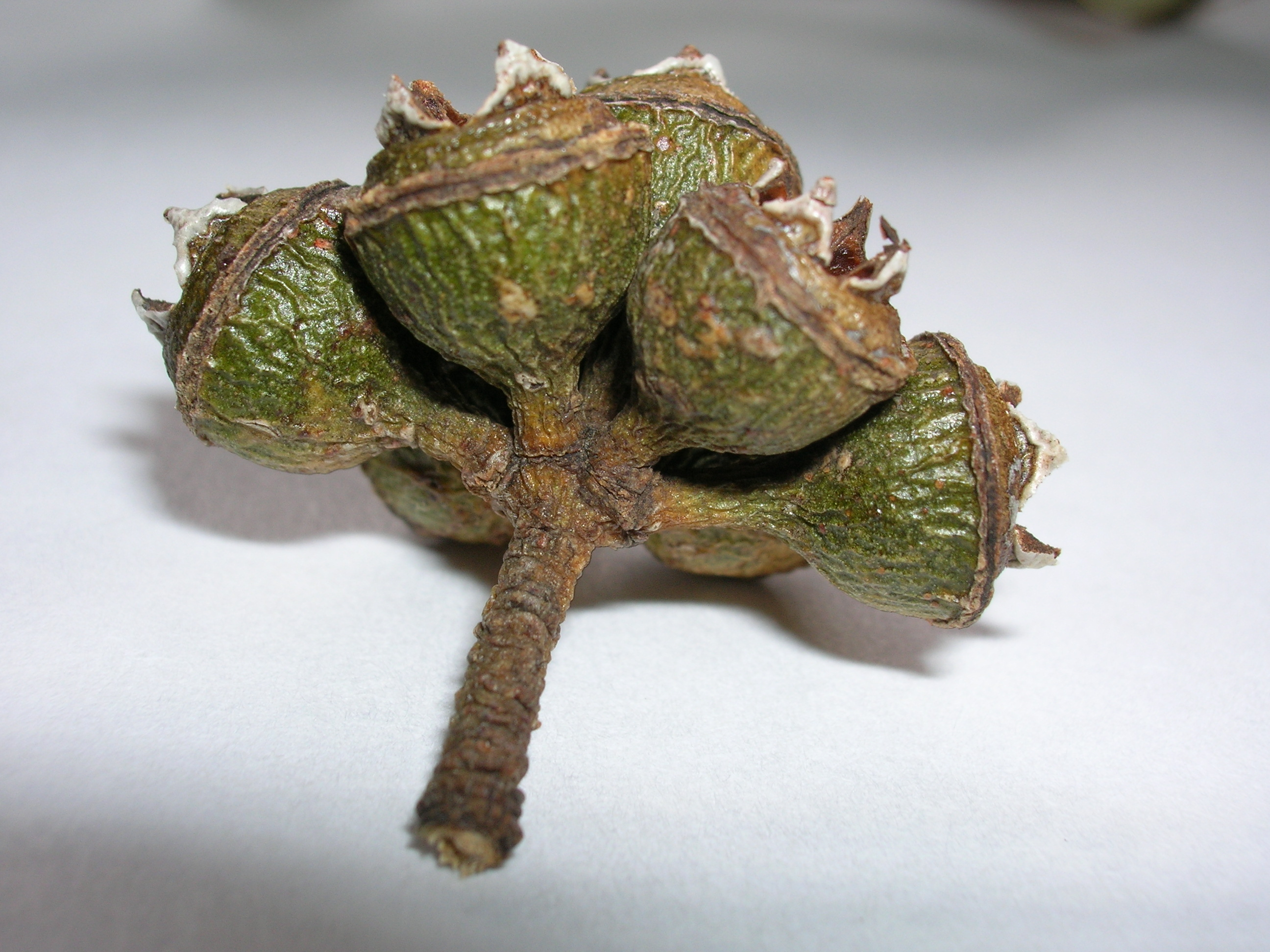
Detalle de la planta

## Descripción
Crece de 20 m, a 50 m de altura;  con una cincha hacia los 2 m; su ritidoma (corteza) gruesa (3 cm) esponjosa, irregular, mezclando los  rojizos, grises, verdosos-azulados y blancuzcos.  Tronco recto,  usualmente desramado hasta la mitad de la altura total del árbol. Las ramas están inclinadas.
Tiene hojas verdes, angostas, lanceoladas, de 10-12 dm de largo, y 1-3 cm de ancho. Las flores en inflorescencias de 7-11 flores.
El eucalipto rojo, como otras especies, tiene el ominoso nombre de, "hacedor de viudas", por su capacidad de desprendimiento de ramas sin previo aviso, desprendiéndose por ej. de inmensas ramas en un instante (frecuentemente de la mitad de diámetro del tronco).  Este desrame ayuda a ahorrar agua y/o es el resultado de su madera quebradiza.

## Ecología
Prefiere sitios profundos y con buen drenaje pero puede soportar las inundaciones de menor gravedad. Se reporta que no le gusta suelos muy ácidos.  Prefiere terrenos húmedos y pantanosos, vegetando bien también en los secos. Es sensible a las heladas y necesita de 1000 a 1500 mm de agua al año. Se usa como combustible y en fijación de dunas.

## Cultivo
Germina rápidamente tanto de semillas frescas como de almacenadas en condiciones de frío seco.  Y también pronto adquiere resistencia a la sequía.  Es un excelente bonsái, y rebrota bien de la base y del ápice epicórmico.

## Usos
Este E. rojo es renombrado por su brillante madera rojiza, oscilando entre rosa suave a rojo negruzco, dependiendo de la edad y la temperización.  Es muy quebradizo y generalmente de grano cruzado, haciendo el trabajo manual difícil. Tradicionlmente se usó para aplicaciones de resistencia como vigas, postes. Más recientemente para mueblería fina por su espectacular color rojizo profundo y típicas figuras en la albura. Necesita cuidadosa selección para hacerla más fuerte a los cambios de humedad. Es densa (950 kg/m³), muy dura, admite buen brillo. Por supuesto que todo mejora aún con madera estacionada y de edad.
Popular leña. La madera produce excelente carbón, y exitosamente usada en Brasil para la siderurugia de hierro y de acero. Además, el árbol se usa para polinización con abejas en Brasil y en Argentina.

## Taxonomía
Especímenes de E. tereticornis fueron recolectados por el médico y naturalista de la Primera Flota  John White, de Port Jackson en 1793,  publicado más tarde por James E. Smith en Zoology and Botany of New Holland. It was later republished by Smith in his 1795 edition of A Specimen of the Botany of New Holland. Smith le puso el epíteto específico tereticornis del latín teretus ("terete", significa circular en la sección transversal) y cornu ("cuerno"), en referencia a los cuernitos de los frutos.
Tuvo una compleja historia taxonómica. Sus sinónimos incluye:
- Eucalyptus tereticornis var. pruiniflora (Blakely) Cameron
- Eucalyptus insignis Naudin
- Eucalyptus populifolia Desf.
- Eucalyptus subulata Schauer
- Eucalyptus umbellata (Gaertn.) Domin nom. illeg.
- Eucalyptus umbellata var. pruiniflora Blakely
- Leptospermum umbellatum Gaertn.

Hay numerosas subespecies y variedades publicadas, pero el único que permanecen son E. tereticornis subsp. mediana y el autónimo E. tereticornis subsp. tereticornis. Algunos híbridos se han registrado.